# هاينكل اتش دي 37
هاينكل اتش دي 37  (بالإنجليزية: Heinkel HD 37)‏ هي طائرة مقاتلة أنتجت في ألمانيا. من صناعة هاينكل. كان أول طيران لها في 1928. صنع منها 134 طائرة.